# Le Mouchard (roman)
Pour l’article homonyme, voir Le Mouchard.
 (janvier 2024).
Le Mouchard (The Informer) est un roman de l'écrivain irlandais Liam O'Flaherty publié en 1925. Il a reçu le prix James Tait Black en 1925.

## Résumé
Se déroulant dans les années 1920 à Dublin, au lendemain de la guerre civile irlandaise, le roman est centré sur "Gypo" Nolan. Après avoir révélé à la police où se trouve son ami Frankie McPhillip, Gypo est poursuivi par ses anciens camarades de l'Organisation révolutionnaire pour cette trahison.

## Personnages
- Gypo Nolan - Le mouchard du titre du roman, ancien policier et membre de l'Organisation révolutionnaire.
- Frankie McPhillip - "L'ami intime" de Gypo Nolan et membre de l'Organisation Révolutionnaire, il est recherché pour un meurtre commis lors d'une grève des ouvriers agricoles et est dénoncé à la police par Gypo.
- Dan Gallagher - Un commandant de l'Organisation révolutionnaire déterminé à retrouver et à tuer le mouchard.

## Adaptations
Le Mouchard a été adapté en film du même nom par John Ford en 1935 dans lequel Victor McLaglen joue le rôle de Gypo Nolan. Le film a remporté quatre Oscars, dont l'Oscar du meilleur acteur pour McLaglen, du meilleur scénario adapté pour Dudley Nichols et la première des quatre victoires successives du réalisateur Ford pour l'Oscar de la meilleure réalisation. Le mouchard a ensuite servi de base au drame américain Uptight de Jules Dassin, replaçant l'histoire dans l'ombre de l'assassinat de Martin Luther King Jr. et l'adaptant au mouvement américain des droits civiques.
Une adaptation cinématographique antérieure intitulée The Informer avait été réalisée par Arthur Robison en 1929.